# Grover (comté de Marinette, Wisconsin)
Pour les articles homonymes, voir Grover.
 (mars 2023).
Si vous disposez d'ouvrages ou d'articles de référence ou si vous connaissez des sites web de qualité traitant du thème abordé ici, merci de compléter l'article en donnant les références utiles à sa vérifiabilité et en les liant à la section « Notes et références ».
La ville de Grover est située dans le Comté de Marinette, dans le Wisconsin, aux États-Unis. Selon le recensement de 2010, sa population est de 1 768 habitants.